# Roost
Roost er en bebyggelse i Arrild Sogn.  Før 1542 tilhørende Nørre Rangstrup Herred og Haderslev Amt og må være overgået til Hviding Herred og Tønder Amt ved dannelsen af sognekommunerne efter genforeningen 1920.